# Iguape (kommun)
Iguape är en kommun i Brasilien.   Den ligger i delstaten São Paulo, i den södra delen av landet, 1 000 km söder om huvudstaden Brasília. Antalet invånare är 28 844.
Följande samhällen finns i Iguape:
- Iguape

I omgivningarna runt Iguape växer i huvudsak städsegrön lövskog. Runt Iguape är det glesbefolkat, med 14 invånare per kvadratkilometer.